# Back For The First Time
Back For The First Time es el segundo álbum de Ludacris y el primero con la discográfica Def Jam South.

## Lista de canciones
1. «U Got A Problem?»
2. «Game Got Switched»
3. «1st & 10» (feat. I-20 & Lil' Fate)
4. «What's Your Fantasy» (feat. Shawnna)
5. «Come On Over» (Skit)
6. «Hood Stuck»
7. «Get Off Me» (feat. Pastor Troy)
8. «Mouthing Off» (feat. 4-IZE)
9. «Stick 'Em Up» (feat. UGK)
10. «Ho»
11. «Ho»
12. «Tickets Sold Out»
13. «Catch Up» (feat. I-20 & Lil' Fate)
14. «Southern Hospitality»
15. «What's Your Fantasy» [Remix] (feat. Trina, Shawnna & Foxy Brown)
16. «Phat Rabbit»

* En negrita, los singles del álbum.
- Datos: Q788165